# Olli Wermskog
Tor Olli Kristoffer Wermskog, född den 3 april 1985, är en finsk-norsk skådespelare och komiker. Han är bland annat en av programledarna i TVNorges nöjesprogram Bäst i test Norge.
Olli Wermskog är röstskådespelare och har medverkat i flera dubbade tecknade filmer. Han är ansluten till improvisationsteatern Det Andre Teatret och har tidigare arbetat på NRK Radio, bland annat i P3morgen. Han är återkommande gäst i radioprogrammen Lørdagsrådet och Lekekassa.